# Annsofi Östbergh Nyberg
Annsofi Östbergh Nyberg, född 16 december 1959 i Umeå landsförsamling, är en svensk kostymdesigner och scenograf.
Efter konststudier började hon arbeta på Norrlandsoperan 1978. 1983 fick hon sitt första uppdrag som kostymtecknare och scenograf, men det är i huvudsak som kostymtecknare Annsofi arbetat. Hon har varit återkommande gäst på Sveriges alla större teater och operascener, och även arbetat i Norge, Finland, Vietnam, Sydafrika och Storbritannien. Hon har designat kostymer för opera, teater, dans och musikal. Till flera av produktionerna har hon även stått för scenografin.
Bland de största succéerna kan nämnas ”Sweeny Todd” uppsatt på Stora Teatern i Göteborg 1989, och på Malmö Stadsteater 1991, och Helsingfors Operan 1997, En midsommarnattsdröm på Norrlandsoperan tilldelad Expressens kulturpris 1991. ”Det susar i säven” på Stockholms Stadsteater 1992, 1993 och 1997,  Blance och Marie på Norrlandsoperan som var nominerad till International Opera Award 2014 , ”Billy Elliot” Malmö Opera o Kulturhuset Stadsteatern 2017, ”Mamma Mia the Party” producerad av Björn Ulveaus/Pophouse i Stockholm, Göteborg och London samt ”Änglagård” Oscarsteatern 2023.
Våren 2023 tilldelades Annsofi medaljen Litteris et Artibus ur konungens hand för ”Framstående konstnärliga insatser inom svensk och internationell scenkonst”

## Biografi
Nyberg är dotter till illustratören Ola Nyberg i hans äktenskap med Hjördis, född Pettersson och halvsyster till sångaren Lina Nyberg, industridesignern Jens Nybacka och illustratören Ebba Forslind. Hon är sedan 1990 gift med scenografen Lars Östbergh. Tillsammans har dom döttrarna Ella Östbergh och Alice Östbergh
2023 tilldelades hon Litteris et Artibus.

## Teater

### Kostym och scenografi
| År   | Produktion                                                            | Upphovsmän                                                                            | Regi                                               | Teater                                | Noter                 |
| ---- | --------------------------------------------------------------------- | ------------------------------------------------------------------------------------- | -------------------------------------------------- | ------------------------------------- | --------------------- |
| 1983 | Utan hyfs och fason                                                   | Gunilla Bergström                                                                     | Arne Berggren                                      | Ögonblicksteatern                     | Kostym scenografi     |
| 1984 | Väntarna                                                              | Werner Aspenström                                                                     | Arne Berggren                                      | Ögonblicksteatern                     | Kostym                |
| 1984 | Falstaff                                                              | Verdi                                                                                 | Tom Lagerborg                                      | Norlandsoperan                        | Kostym                |
| 1985 | Enleveringen ur seraljen                                              | Mozart                                                                                | Tom Lagerborg                                      | Drottningholms teatern                | Kostym                |
| 1986 | Mario och Maria                                                       | Hylfers                                                                               | Urban Lind                                         | Norrlandsoperan                       | Kostym                |
| 1986 | Manteln                                                               | Puccini                                                                               | Arne Berggren                                      | Norrlandsoperan                       | Kostym                |
| 1986 | Björnen                                                               | Walton                                                                                | Arne Berggren                                      | Norrlandsoperan                       | Kostym                |
| 1987 | Mowgli                                                                | Kipling/?                                                                             | Arne Berggren                                      | Folkteatern i Malmö                   | Scenografi och kostym |
| 1987 | Carinas Cabaret                                                       | Torsten Föllinger                                                                     | Torsten Föllinger                                  | Norrlandsoperan                       | Kostym                |
| 1987 | Eugen Onegin                                                          | Tjajkovskij                                                                           | Staffan Aspegren                                   | Norrlandsoperan                       | Kostym                |
| 1988 | Stundens barn                                                         | S.Westerberg                                                                          | Arne Berggren                                      | Borås Stadsteater                     | Scenografi och kostym |
| 1988 | En Midsommarnattsdröm                                                 | Shakespeare                                                                           | Arne Berggren                                      | Dalateatern                           | Kostym                |
| 1989 | Mahagonny                                                             | Weil/Brecht                                                                           | Per-Erik Öhrn                                      | Norrlandsoperan                       | Kostym                |
| 1989 | Soporna staden och döden                                              | Fassbinder                                                                            | Arne Berggren                                      | Folkteatern i Malmö                   | Scenografi och kostym |
| 1989 | Ene bene buse babb                                                    | Torbjörn Liljequist                                                                   | Torbjörn Liljequist                                | Norrlandsoperan                       | Scenografi och kostym |
| 1989 | Sånger av ljus                                                        | B.Egerbladh                                                                           | Birgitta Egerbladh                                 | B.Egerbladh produktion                | Kostym                |
| 1989 | Sweeney Todd                                                          | Sondheim                                                                              | Staffan Aspegren                                   | Stora teatern Göteborg                | Kostym                |
| 1990 | Stundens barn                                                         | S. Westerberg                                                                         | Arne Berggren                                      | Ögonblicksteatern                     | Scenografi och kostym |
| 1990 | Chip och hans hund                                                    | ?                                                                                     | Johan Svennerfors                                  | Stora Teatern Göreborg                | Scenografi och kostym |
| 1990 | Triptyken                                                             | Puccini                                                                               | Staffan Aspegren                                   | Stora teatern Göteborg                | Kostym                |
| 1990 | Tiggarens opera                                                       | Gay                                                                                   | Tomas Müller                                       | Borås Stadsteater                     | Kostym                |
| 1990 | Madame                                                                | B.Egerbladh                                                                           | Birgitta Egerbladh                                 | B.Egerbladh Produktion                | Kostym                |
| 1991 | Maskeradbalen                                                         | Verdi                                                                                 | Gunilla Berg                                       | Norrlandsoperan                       | Kostym                |
| 1991 | Operafantomen                                                         | Å.Melldahl                                                                            | Staffan Aspegren                                   | Store teatern                         | Kostym                |
| 1991 | Sweeny Todd                                                           | Sondheim                                                                              | Staffan Aspegren                                   | Malmö Stadsteater                     | Kostym                |
| 1991 | En Midsommarnattsdröm                                                 | Shakespeare/Britten                                                                   | Matthew Richardson                                 | Norrlandsoperan                       | Kostym                |
| 1991 | Makkbett                                                              | Bad Liver                                                                             | Staffan Aspegren                                   | Stora Teatern Göteborg                | Kostym                |
| 1992 | Döden och flickan                                                     | Dorfman                                                                               | Gunilla Berg                                       | Göteborgs Stadsterater                | Kostym                |
| 1992 | Tobaksladans hemligheter                                              | Strindberg/Hallin                                                                     | Mikaela von Gegerfeldt                             | Riksteatern                           | Scenografi och kostym |
| 1992 | Madame                                                                | B.Egerbladh                                                                           | Birgitta Egerbladh                                 | Riksteatern                           | Kostym                |
| 1992 | Det susar i säven The Wind in the Willows                             | Kenneth Grahame Översättning Göran O. Eriksson                                        | Allan Svensson                                     | Stockholms stadsteater                | Kostym                |
| 1993 | Drömfrossaren                                                         | W.Hiller                                                                              | Staffan Aspegren                                   | Kungliga Operan Stockholm             | Kostym                |
| 1993 | Yvonne                                                                | Gombrowicz                                                                            | Gunilla Berg                                       | Göteborgs Stadsteater                 | Kostym                |
| 1993 | Kanin Kanin                                                           | Serreau                                                                               | Gunilla Bergh                                      | Göteborgs Stadsteater                 | Kostym                |
| 1993 | Alice i underlandet                                                   | Carrol/Linddal                                                                        | Åsa Melldahl                                       | Stora Teatern Göteborg                | Kostym                |
| 1994 | Ropet från Livet                                                      | Schnitzler                                                                            | Gunilla Bergh                                      | Göteborgs Stadsteater                 | Kostym                |
| 1994 | Greven av Monte Christo                                               | Dumas d.ä./Lysander                                                                   | Ronny Danielsson                                   | Göteborgs Stadsteater                 | Kostym                |
| 1994 | Aniara                                                                | Blomdahl                                                                              | Marie Feldtman                                     | GöteborgsOperan                       | Kostym                |
| 1995 | Carmen                                                                | Bizet                                                                                 | Michael Cocke                                      | Norrlandsoperan                       | Kostym                |
| 1995 | Drottningen Juvelsmycke                                               | Almquist                                                                              | Gunilla Bergh                                      | Göteborgs Stadsteater                 | Kostym                |
| 1996 | Listiga lilla Räven                                                   | Janacek                                                                               | Matthew Richardson                                 | Norrlandsoperan                       | Kostym                |
| 1996 | Som ni vill ha det                                                    | Shekespeare                                                                           | Ronny Danielsson                                   | Göteborgs Stadsteater                 | Kostym                |
| 1996 | Tosca                                                                 | Puccini                                                                               | Staffan Aspegren                                   | Göteborgsoperan                       | Kostym                |
| 1997 | Sweeny Todd                                                           | Sondheim                                                                              | Staffan Aspegren                                   | Helsingfors Operan                    | Kostym                |
| 1997 | Stadsmusikanterna                                                     | Forsell/Sunquist                                                                      | Maria Sundquist                                    | Norrlandsoperan                       | Scenografi och kostym |
| 1997 | Wherter                                                               | Massenet                                                                              | Ann-Margret Pettersson                             | Kungliga Operan Stockhholm            | Kostym                |
| 1997 | En Midsommarnattsdröm                                                 | Shakespeare                                                                           | Ronny Danielsson                                   | Göteborgs Stadsteater                 | Kostym                |
| 1998 | Rövarna/Les Brigands                                                  | Offenbach                                                                             | Ronny Danielsson                                   | Norrlandsoperan                       | Kostym                |
| 1999 | Turandot                                                              | Puccini                                                                               | Marianne Mörk                                      | Malmö Opera                           | Kostym                |
| 1999 | Capriccio                                                             | Strauss                                                                               | Willhelm Carlsson                                  | Kungliga Operan Stockholm             | Kostym                |
| 1999 | Cyrano de Bergerac                                                    | Rostand                                                                               | Ronny Danielsson                                   | Kungliga Dramatiska Teatern Stockholm | Kostym                |
| 2000 | Tristan och isolde                                                    | Wagner                                                                                | Willhelm Carlsson                                  | Värmlands Operan                      | Kostym                |
| 2000 | Muntra fruarna i Windsor The Merry Wives of Windsor                   | William Shakespeare Översättning Per Lysander                                         | Ronny Danielsson                                   | Stockholms stadsteater                | Kostym                |
| 2000 | Henrik den fjärde Henry the Fourth                                    | William Shakespeare                                                                   | Ronny Danielsson                                   | Stockholms stadsteater                | Kostym                |
| 2001 | Mackbeth2                                                             | Sandström                                                                             | Staffan Aspegren                                   | Göteborgsoperan                       | Kostym                |
| 2001 | En Midsommarnattsdröm                                                 | Shakespeare                                                                           | Ronny Danielsson                                   | Teater.nu Malmö                       | Kostym                |
| 2001 | Romeo och Julia                                                       | Shakespeare                                                                           | Ronny Danielsson                                   | Det Norske Teatret Oslo               | Kostym                |
| 2001 | Boheme                                                                | Puccini                                                                               | Willhelm Carlsson                                  | Kungliga Operan Stockholm             | Kostym                |
| 2001 | Divertisimanget Nobelfestens 100-årsjubileum                          | Verd m.fl.                                                                            | Ann-Margret Pettersson                             | Nobelfesten                           | Kostym                |
| 2002 | Tulipatanön                                                           | Offenbach                                                                             | Elisabet Ljungar                                   | Norrlandsoperan                       | Kostym                |
| 2002 | Vox humana                                                            | Poulenc/Cocteau                                                                       | Elisabet Ljungar                                   | TeaterTravers                         | Kostym                |
| 2002 | Don Giovanni                                                          | Mozart                                                                                | Marianne Mörk                                      | Malmö Opera                           | Kostym                |
| 2002 | Mozart!                                                               | Sylvester Levay och Michael Kunze Översättning Magnus Lindman                         | Ronny Danielsson                                   | Wermland Opera                        | Kostym                |
| 2002 | Jesus Christ Superstar                                                | Webber/Rice                                                                           | Inger Åby                                          | Sörmlands musik och teater            | Kostym                |
| 2003 | The Full Monty                                                        | McNally/Yazbek                                                                        | Marianne Mörk                                      | Malmö Opera                           | Kostym                |
| 2003 | West Side Story                                                       | Bernstein                                                                             | Ronny Danielsson                                   | Malmö Opera                           | Kostym                |
| 2003 | Som ni vill ha det                                                    | Shakespeare                                                                           | Ronny Danielsson                                   | Teater.nu Malmö                       | Kostym                |
| 2003 | Allt eller inget The Full Monty                                       | Terrence McNally och David Yazbek Översättning Sven Hugo Persson                      | Marianne Mörck                                     | Stockholms stadsteater                | Kostym                |
| 2004 | Jenufa                                                                | Janacek                                                                               | Elisabet Ljungar                                   | Norrlandsoperan                       | Scenografi och kostym |
| 2004 | Trollkarlen från Oz                                                   | Baum/Gottfridsson                                                                     | Ronny Danielsson                                   | Malmö Stadsteater                     | Kostym                |
| 2004 | Sport och Fritid                                                      | Jennerfeldt                                                                           | Åsa Melldahl                                       | Kungliga Operan Stockholm             | Kostym                |
| 2005 | Don Giovanni                                                          | Mozart                                                                                | Elisabet Ljungar                                   | Värmlandsoperan Karlstad              | Scenografi kostym     |
| 2005 | Manon Leascaut                                                        | Puccini                                                                               | Knut Henriksen                                     | Kungliga Operan Stockholm             | Kostym                |
| 2005 | Spindelkvinnans kyss                                                  | Kander/Ebb                                                                            | Ronny Danielsson                                   | Malmö Opera                           | Kostym                |
| 2006 | Dr Jekyll och Mr Hyde                                                 | Wildhorn/Stevenson                                                                    | Ronny Danielsson                                   | Värmlandsoperan                       | Kostym                |
| 2006 | Skön soppa La Rose de Saint-Flour                                     | Jacques Offenbach och Michel Carré Översättning Lasse Zilliacus                       | Elisabet Ljungar                                   | Stockholms stadsteater                | Scenografi och kostym |
| 2006 | Cosi fan tutte                                                        | Mozart                                                                                | Helena Röhr                                        | Vietnam Opera and Ballet i Hanoi      | Scenografi och Kostym |
| 2007 | Cosi fan tutte                                                        | Mozart                                                                                | Helena Röhr                                        | Norrlandsoperan                       | Scenografi och kostym |
| 2007 | Zorba                                                                 | Kander/Ebb                                                                            | Ronny Danielsson                                   | Malmö Opera                           | Kostym                |
| 2007 | Smutsiga händer Les Mains sales                                       | Jean-Paul Sartre Översättning Eyvind Johnson                                          | Ragnar Lyth                                        | Stockholms stadsteater                | Kostym                |
| 2007 | Figaros bröllop                                                       | Mozart                                                                                | Elisabet Ljungar                                   | Göteborgsoperan                       | Kostym                |
| 2007 | Akvarium                                                              |                                                                                       | Marie Feldtman                                     | Sörmlands musik och teater            | Scenografi och kostym |
| 2008 | Jesus Christ Superstar                                                | Webber                                                                                | Ronny Danielsson                                   | Malmö Opera                           | Kostym                |
| 2008 | Poet and Prophetess                                                   | Larsson Gothe                                                                         | Matthew Richerdsson                                | Cape Town Opera                       | Kostym                |
| 2008 | Death and the maiden                                                  | Forsell                                                                               | Åsa Melldahl                                       | Malmö Opera                           | Kostym                |
| 2008 | Poet and Prophetess                                                   | Larsson Gothe                                                                         | Matthew Richardsson                                | Norrlandsoperan                       | Kostym                |
| 2009 | Sunset boulevard                                                      | Webber                                                                                | Ronny Danielsson                                   | Värmlandoperan                        | Kostym                |
| 2009 | Fröken Julie                                                          | Strindberg/Boesman                                                                    | Matthew Wild                                       | Norrlandsoperan                       | Kostym                |
| 2009 | Spring awakening                                                      | Sheik                                                                                 | Helena Röhr                                        | Malmö Opera                           | Kostym                |
| 2009 | Goya                                                                  | Börtz                                                                                 | Willhelm Carlsson                                  | Göteborgsoperan                       | Kostym                |
| 2010 | Carmen                                                                | Bizets                                                                                | Helena Röhr                                        | Vietnam Opera and Ballet Hanoi        | Scenografi och kostym |
| 2010 | La finta gardinieri                                                   | Mozart                                                                                | Pär-Erik Öhrn                                      | Drottningholms teatern                | Scenografi och kostym |
| 2010 | Kom ta min hand                                                       | Egerbladh                                                                             | Birgitta Egerladh                                  | Folkteatern i Gävle                   | Kostym                |
| 2011 | Les Miserable                                                         | Hugo/Boublil/Schönberg                                                                | Ronny Danielsson                                   | Malmö Opera                           | Kostym                |
| 2011 | Dr Jekyll och Mr Hyde                                                 | Wildhorn/Stevenson                                                                    | Ronny Danielsson                                   | Malmö Opera                           | Kostym                |
| 2011 | Leka med elden                                                        | August Strindberg                                                                     | Sofia Jupither                                     | Stockholms stadsteater                | Kostym                |
| 2011 | Komma rusande                                                         | Sara Mannheimer                                                                       | Birgitta Egerbladh                                 | Stockholms stadsteater                | Scenografi och kostym |
| 2011 | Dödsdansen                                                            | August Strindberg                                                                     | Ragnar Lyth                                        | Stockholms stadsteater                | Kostym                |
| 2011 | Persona                                                               | Ingmar Bergman                                                                        | Hugo Hansén                                        | Stockholms stadsteater                | Kostym                |
| 2011 | Divetisimanget på Nobelfesten                                         | Egebladh                                                                              | Birgitta Egerbladh                                 | Nobelfesten                           | Kostym                |
| 2012 | Carmen                                                                | Bizet                                                                                 | Helena Rohr                                        | Norrlandsoperan                       | Scenografi och kostym |
| 2012 | The Elephant man                                                      | Unander/Williams                                                                      | Keith Turnbull                                     | Norrlandsoperan                       | Kostym                |
| 2012 | Palme                                                                 | Lucas Svensson                                                                        | Tobias Theorell                                    | Stockholms stadsteater                | Kostym                |
| 2012 | Människor i månsken                                                   | Birgitta Egerbladh                                                                    | Birgitta Egerbladh                                 | /                                     | Kostym                |
| 2012 | Spökhotellet L'Hôtel du libre-échange                                 | Georges Feydeau Översättning Nils Gredeby                                             | Philip Zandén                                      | Stockholms stadsteater                | Kostym                |
| 2012 | Next to Normal                                                        | Brian Yorkey och Tom Kitt Översättning Calle Norlén                                   | Philip Zandén                                      | Stockholms stadsteater                | Kostym                |
| 2012 | Markurells                                                            | Hjalmar Bergman                                                                       | Philip Zandén                                      | Stockholms stadsteater                | Kostym                |
| 2013 | West Side Story                                                       | Arthur Laurents, Leonard Bernstein och Stephen Sondheim Översättning Rikard Bergqvist | Ronny Danielsson                                   | Stockholms stadsteater                | Kostym                |
| 2013 | 3.31.93.                                                              | Lars Norén                                                                            | Sofia Jupither                                     | Kulturhuset Stadsteatern              | Kostym                |
| 2013 | Marias testamente The Testament of Mary                               | Colm Tóibín Översättning Erik Andersson                                               | Hugo Hansén                                        | Kulturhuset Stadsteatern              | Kostym                |
| 2013 | Felicia försvann                                                      | Felicia Feldt Dramatisering Karin Thunberg                                            | Gunilla Röör                                       | Kulturhuset Stadsteatern              | Kostym                |
| 2013 | Miss Saigon                                                           | Boublil/Schönberg                                                                     | Ronny Danielsson                                   | Malö Opera                            | Kostym                |
| 2013 | Dagar av sol och regn                                                 | Egerbladh                                                                             | Birgitta Egerbladh                                 | Folkteatern i Gävle                   | Kostym                |
| 2014 | Blanche och Marie                                                     | Larsson Gothe                                                                         | Elisabet Ljungar                                   | Norrlansoperan                        | Kostym                |
| 2014 | Rebecca                                                               | Levay/Kuntze                                                                          | Åsa Melldahl                                       | Malmö Opera                           | Kostym                |
| 2014 | Stenar i fickan Stones In His Pockets                                 | Marie Jones Översättning Thomas Tidholm                                               | Stefan Ekman                                       | Kulturhuset Stadsteatern              | Scenografi och kostym |
| 2014 | I blåbärsskogen                                                       | Birgitta Egerbladh                                                                    | Birgitta Egerbladh                                 | Kulturhuset Stadsteatern              | Scenografi och kostym |
| 2014 | Höstsonaten                                                           | Ingmar Bergman                                                                        | Åsa Melldahl                                       | Kulturhuset Stadsteatern              | Kostym                |
| 2014 | Diplomati Diplomatie                                                  | Cyril Gély Översättning Lars Lind                                                     | Philip Zandén                                      | Kulturhuset Stadsteatern              | Kostym                |
| 2014 | Bellman!                                                              |                                                                                       | Hugo Hansén                                        | Kulturhuset Stadsteatern              | Kostym                |
| 2014 | Ronja Rövardotter                                                     | Astrid Lindgren Dramatisering Annina Enckell                                          | Ronny Danielsson                                   | Kulturhuset Stadsteatern              | Kostym                |
| 2015 | La Cage aux folles                                                    | Herman/Fierstein                                                                      | Ronny Danielsson                                   | Uppsala Stadsteater                   | Kostym                |
| 2015 | Sound of music                                                        | Rodgers/Hammerstein                                                                   | Ronny Danielsson                                   | Trøndelag Teater                      | Kostym                |
| 2015 | Orfeus & Eurydike                                                     | Emma Sandanam och Mette Herlitz                                                       | Albin Oké Maja Rung Fredrik Meyer Marika Willstedt | Kulturhuset Stadsteatern              | Scenografi och kostym |
| 2015 | Cabaret                                                               | Joe Masteroff, John Kander och Fred Ebb Översättning Rikard Bergqvist                 | Ronny Danielsson                                   | Kulturhuset Stadsteatern              | Kostym                |
| 2015 | Samtal före döden Samtale før døden                                   | Adam Price Översättning Frederik Sjögren                                              | Ragnar Lyth                                        | Kulturhuset Stadsteatern              | Kostym                |
| 2015 | Vingklippt Grounded                                                   | George Brant Översättning Carl Kjellgren                                              | Carl Kjellgren                                     | Kulturhuset Stadsteatern              | Kostym                |
| 2016 | Billy Elliot                                                          | Elton John/Hall/Daltry                                                                | Ronny Danielsson                                   | Malmö Opera                           | Kostym                |
| 2016 | Hedwig and the angry inch                                             | Cameron Michell/Task                                                                  | Hugo Hansen                                        | Göta Lejon                            | Kostym                |
| 2016 | Mamma Mia the Party                                                   | Ulvaeus/Norlen/Söderlund                                                              | Roine Söderlund                                    | Tyrol/Pophouse                        | Kostym                |
| 2016 | Medan vi väntar                                                       | Per Naroskin                                                                          | Fredrik Meyer                                      | Kulturhuset Stadsteatern              | Scenografi            |
| 2016 | Nya vägar                                                             | Birgitta Egerbladh                                                                    | Birgitta Egerbladh                                 | Kulturhuset Stadsteatern              | Scenografi och kostym |
| 2016 | Trollflöjten 2.0                                                      | Emma Sandanam och Mette Herlitz                                                       | Fredrik Meyer                                      | Kulturhuset Stadsteatern              | Scenografi och kostym |
| 2016 | En sak i taget                                                        | Birgitta Egerbladh                                                                    | Birgitta Egerbladh                                 | Kulturhuset Stadsteatern              | Scenografi och kostym |
| 2016 | Nattorienterarna                                                      | Kristina Lugn                                                                         | Eva Dahlman (skådespelare)                         | Kulturhuset Stadsteatern              | Kostym                |
| 2017 | Butterfly                                                             | Puccini                                                                               | Åsa Melldahl                                       | Malmö Opera                           | Kostym                |
| 2017 | Into the wood                                                         | Sondheim/Lapine                                                                       | Hugo Hansen                                        | Base 23                               | Scenografi och kostym |
| 2017 | Plura en man av hjärtat                                               |                                                                                       | Hugo Hansen                                        | Blixten&co                            | Kostym                |
| 2017 | Prata högre Karin!                                                    | Lotta Olsson                                                                          | Olle Törnqvist                                     | Kulturhuset Stadsteatern              | Scenografi och kostym |
| 2017 | Billy Elliot                                                          | Elton John och Lee Hall Översättning Calle Norlén                                     | Ronny Danielsson                                   | Kulturhuset Stadsteatern              | Kostym                |
| 2017 | Jag ska bli nummer ett                                                | Marianne Goldman                                                                      | Hans Marklund                                      | Kulturhuset Stadsteatern              | Scenografi och kostym |
| 2017 | Pamina - en skilsmässomusikal                                         | Emma Sandanam och Mette Herlitz                                                       |                                                    | Kulturhuset Stadsteatern              | Scenografi och kostym |
| 2017 | Bull                                                                  | Mike Bartlett Översättning Edward af Sillén                                           | Edward af Sillén                                   | Kulturhuset Stadsteatern              | Scenografi och kostym |
| 2017 | Tillbaka till nu                                                      | Katrin Sundberg                                                                       | Katrin Sundberg                                    | Kulturhuset Stadsteatern              | Scenografi och kostym |
| 2018 | Bröderna Lejonhjärta                                                  | Lindgren                                                                              | Ronny Danielsson                                   | Västerbottensteatern                  | Kostym                |
| 2018 | Spelman på taket                                                      | Bock/Stein/Harnick                                                                    | Ronny Danielsson                                   | Trøndelag Teater                      | Kostym                |
| 2018 | Heisenberg                                                            | Simon Stephens Översättning Lucia Cajchanova                                          | Tereza Andersson                                   | Scalateatern                          | Kostym                |
| 2018 | Och så levde de lyckliga                                              | Lotta Olsson                                                                          | Sissela Kyle                                       | Kulturhuset Stadsteatern              | Scenografi och kostym |
| 2018 | Stoppa världen - jag vill stiga av Stop the World – I Want to Get Off | Leslie Bricusse och Anthony Newley                                                    | Hans Marklund                                      | Kulturhuset Stadsteatern              | Scenografi och kostym |
| 2018 | Lilla trollflöjten                                                    | Emma Sandanam                                                                         |                                                    | Kulturhuset Stadsteatern              | Scenografi och kostym |
| 2018 | Shakespeare in Love                                                   | Marc Norman och Tom Stoppard Dramatisering Lee Hall, Översättning Calle Norlén        | Ronny Danielsson                                   | Kulturhuset Stadsteatern              | Kostym                |
| 2019 | Jesus Christ Superstar                                                | Webber                                                                                | Ronny Danielsson                                   | Trøndelag Teater                      | Kostym                |
| 2019 | Hans och Greta                                                        | Humperdink                                                                            | Stina Anker                                        | Norrlandsoperan                       | Kostym                |
| 2019 | Mamma Mia the Party                                                   | Ulvaeus/Norlen/Söderlund                                                              | Roine Söderlund                                    | U2 London                             | Kotym                 |
| 2019 | Art                                                                   | Reza                                                                                  | Edward af Sillen                                   | All things live                       | Scenografi och kostym |
| 2019 | Världsomsegling under Haven                                           | Verne                                                                                 | Hugo Hansen                                        | Västmanlands Teater                   | Scenografi och kostym |
| 2019 | Elvira Madigan                                                        | Emma Sandanam och Mette Herlitz                                                       | Anna Ståhl                                         | Kulturhuset Stadsteatern              | Scenografi och kostym |
| 2019 | Spelman på taket Fiddler on the Roof                                  | Joseph Stein, Jerry Bock och Sheldon Harnick Översättning Gösta Bernhard              | Ronny Danielsson                                   | Kulturhuset Stadsteatern              | Kostym                |
| 2020 | Versus                                                                | Werle                                                                                 | Helena Röhr                                        | Norrlandsoperan                       | Scenografi och kostym |
| 2020 | Cirkus Madigan                                                        | Emma Sandanam och Mette Herlitz                                                       | Anna Ståhl                                         | Kulturhuset Stadsteatern              | Scenografi och kostym |
| 2020 | Det stora teaterkalaset                                               | Calle Norlén                                                                          | Sissela Kyle                                       | Kulturhuset Stadsteatern              | Kostym                |
| 2021 | Kejsarens nya kläder                                                  | Vacek                                                                                 | Natalie Ringler                                    | Norrlandsoperan                       | Kostym                |
| 2021 | Versus                                                                | Werle                                                                                 | Helena Röhr                                        | Norrlandsoperan                       | Scenografi och kostym |
| 2021 | Mamma Mia the Party                                                   | Ulvaeus/Norlen/Söderlund                                                              | Roine Söderlund                                    | Rondo Göteborg                        | Kostym                |
| 2021 | Almstriden                                                            | Stina Oscarson och Albin Oké                                                          | Hans Marklund                                      | Kulturhuset Stadsteatern              | Kostym                |
| 2021 | Amadeus                                                               | Peter Shaffer Översättning Göran O. Eriksson                                          | Ronny Danielsson                                   | Västmanlands teater                   | Kostym                |
| 2022 | Cyrano de Bergerac                                                    | Rostand                                                                               | Ronny Danielsson                                   | Smålands Musik och Teater SPIRA       | Kostym                |
| 2022 | Tartuffe                                                              | Mechems                                                                               | Anne Barslev                                       | Norrlandsoperan                       | Kostym                |
| 2022 | Så som i Himmelen                                                     | Kempe/Pollak/Pollak/Sillen                                                            | Edward af Sillen                                   | Malmö Opera                           | Kostym                |
| 2022 | Antichrists mirakler                                                  | Lagerlöf                                                                              | Hans Marklund                                      | Västmanlandsteater                    | Scenografi och kostym |
| 2023 | Kretsen                                                               | Stahl                                                                                 | Anna Ståhl                                         | Kulturhuset Stadsteatern              | Kostym                |
| 2023 | Som i himlen                                                          | Kay och Carin Pollak                                                                  | Edward af Sillén                                   | Det Kongelige Teater                  | Kostym                |
| 2023 | Änglagård                                                             | Edward af Sillén och Daniel Réhn                                                      | Edward af Sillén                                   | Oscarsteatern                         | Kostym                |
| 2024 | Spelman på taket                                                      | Stein /Bock/Harnick                                                                   | Ronny Danielsson                                   | Västerbottens Teatern                 | Kostym                |